# Оловен диоксид
Оловният диоксид е химично съединение на оловото и кислорода с формула PbO2.
Използва се за електрод в акумулаторните батерии.